# Subantarctia trina
Subantarctia trina är en spindelart som beskrevs av Forster och Norman I. Platnick 1985. Subantarctia trina ingår i släktet Subantarctia och familjen Orsolobidae. Inga underarter finns listade i Catalogue of Life.